# شایع علی شراحیلی
شایع علی شراحیلی (انگلیسی: Shaye Ali Sharahili؛ زاده ۳۰ مهٔ ۱۹۹۰) یک بازیکن فوتبال اهل عربستان سعودی است.